# Scharreveld
Het Scharreveld is een ruim 275 ha groot natuurgebied, eigendom van Het Drentse Landschap. Het ligt in een sterk agrarische omgeving bij Westerbork in Drenthe. Het Scharreveld bestaat uit een aantal apart gelegen heidegebieden, waaronder de gebieden Holterzand en Boekweitenplas die onlangs door aankoop en omvorming van tussenliggende landbouwgronden aan elkaar zijn verbonden. De heidevelden zijn aantrekkelijk door een golvend karakter en het voorkomen van enkele vennen.

## Geschiedenis
De ontginningen Scharrebroek en het Kerkestuk stammen uit de negentiende eeuw. Hiermee zijn dit binnen het Scharreveld de oudste ontginningen. Het Scharrebroek wordt gevormd door de bovenloop van de noordelijke Sint-Niklaasbeek. Het Kerkestuk wordt omzoomd door een houtsingel en bestaat uit een oud hooiland met enkele poelen. Het brongebied van de Sint-Niklaasbeek is gelegen nabij het Kerkestuk. Door grootschalige ontginningsactiviteiten in de twintigste eeuw werd het uitgestrekte Scharreveld erg verkleind tot uiteindelijk nog een viertal van elkaar los liggende stukken heide overbleven. Deze gebieden waren afzonderlijk zeer klein waardoor verschillende kritische dier- en plantensoorten dreigden te verdwijnen. Daarnaast had ook de ontwatering van de ontgonnen gebieden ten voordele van de landbouw een grote invloed op de nog aanwezige natuur.
Door de aankoop van de gronden van twee volledige ruilverkavelingsboerderijen in de jaren negentig werd het gebied tussen de heiderestanten verkregen. Door de verworven grond terug om te zetten in natuur kon de versnippering gedeeltelijk teruggedraaid worden. De ingrepen bestonden onder andere uit het verwijderen van de voedselrijke bovenlaag, het herstellen van enkele verdwenen vennen en een markante dekzandrug. Door het omleggen van sloten werd de verdroging in het gebied tegengegaan.

## Fauna
Door het herstel van de natuur is de vogelrijkdom ondertussen erg toegenemen. Ook amfibieën zoals de groene kikker en de heikikker zijn in grote aantallen terug te vinden in de waterpartijen in het gebied. Daarnaast komt ook een kleine populatie adders voor die stilaan in aantal toeneemt. Ook voor vlinders is het belangrijk: rond de Klokjesgentianen leeft nog een populatie Gentiaanblauwtjes. Andere vlindersoorten die hier voorkomen zijn de Kommavlinder, de Kleine vuurvlinder en de Heivlinder.

## Flora
De heide was oorspronkelijk sterk venig van karakter, maar is door de ontginningen en ruilverkavelingen sterk verdroogd, zodat veel van de karakteristieke planten en dieren verdwenen. Toch komen ook nog zeldzame soorten van natte en venige heide voor: Heidekartelblad, Klokjesgentiaan, Kleine veenbes, Pilvaren Zonnedauw, Lavendelhei en Veenpluis.